# گردشگری در ژاپن

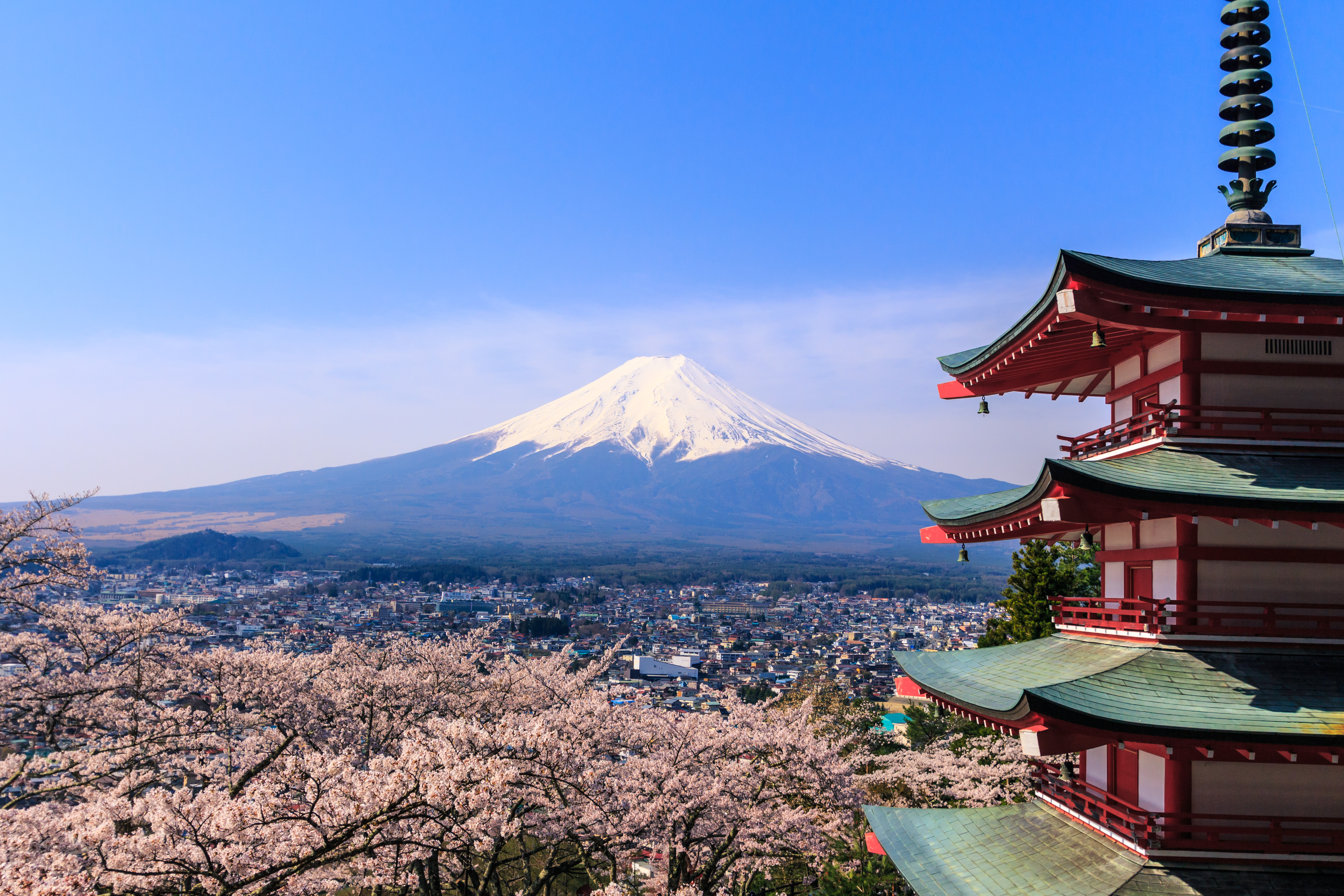
کوه فوجی، همان‌گونه که از فوجیوشیدا، یاماناشی دیده می‌شود.

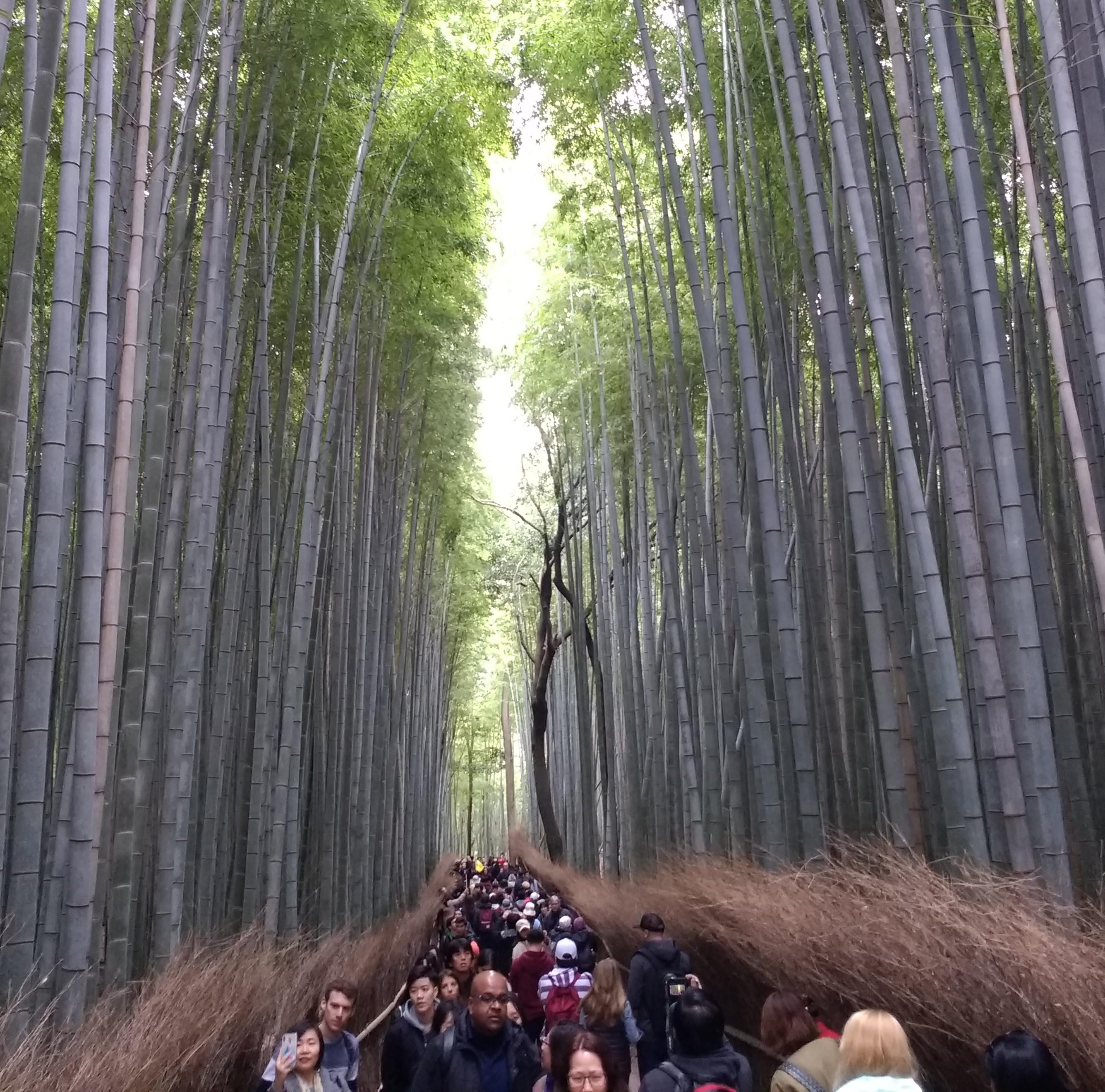
شماری از گردشگران در یک جنگل بامبو در کیوتو

ژاپن ۳۱٫۱۹ میلیون گردشگر فرامرزی در سال ۲۰۱۸ را به خود جذب کرد. ژاپن دارای ۲۱ سایت میراث جهانی، از جمله قلعه هیمه‌جی، آثار تاریخی و باستانی کیوتو و بناهای تاریخی شهر باستانی نارا است. توکیو و هیروشیما، کوه فوجی و هتل و چشمه آب گرم از بخش‌های پرآوازهٔ گردشگری در این کشور هستند.
گزارش رقابت و مسافرت جهانگردی و گردشگریسال ۲۰۱۷ ، ژاپن را از ۱۴۱ کشور جهان در رده چهارم جای داد که بالاترین جایگاه در آسیا بود. ژاپن تقریباً در همهٔ جنبه‌های برجسته مانند بهداشت، سلامت، ایمنی و امنیت و منابع فرهنگی و سفرهای بازرگانی نمره‌های نسبتاً بالایی گرفته‌است.

## تاریخ

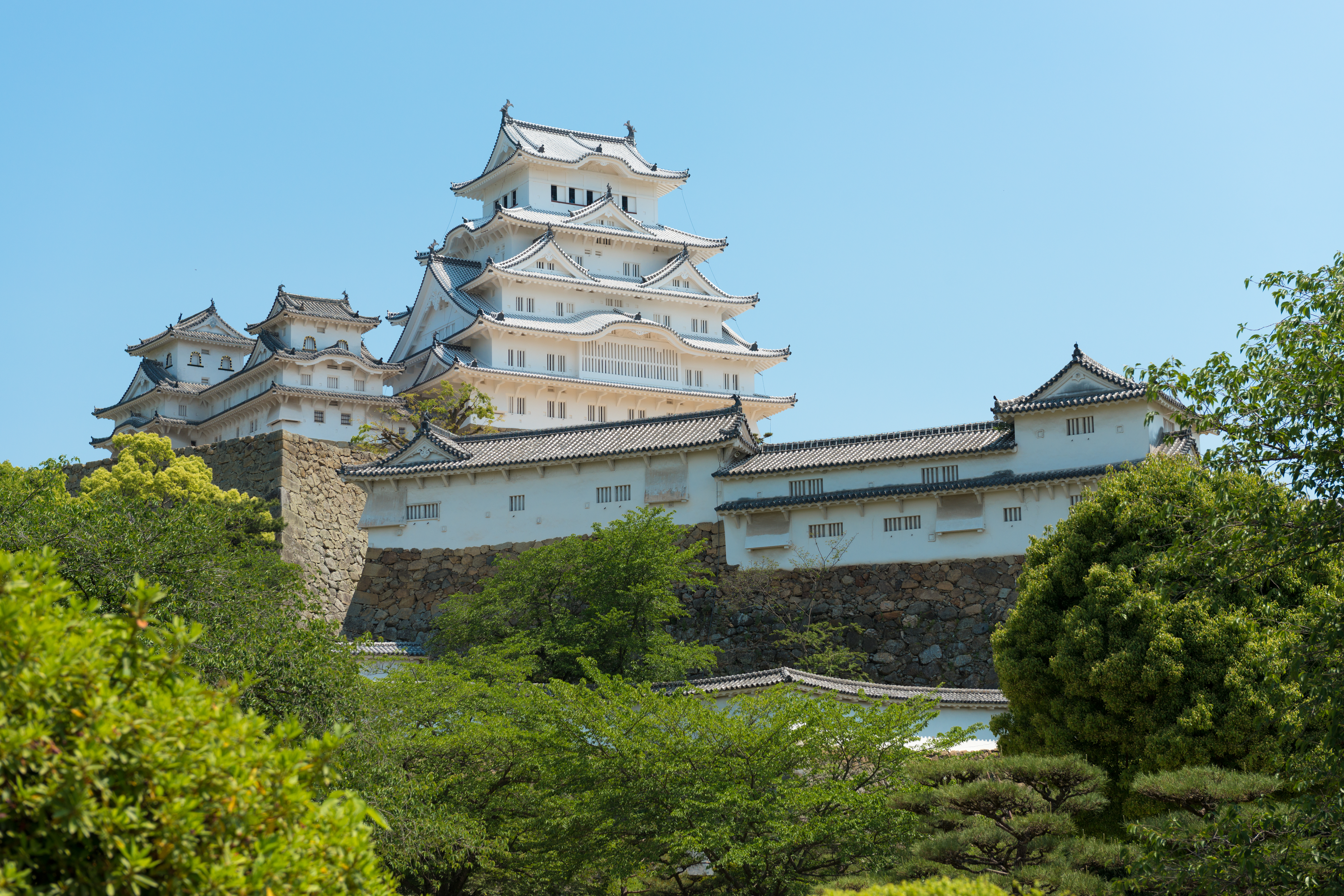
قلعه هیمه‌جی در هیمه‌جی، هیوگو (میراث جهانی یونسکو)

در سال ۱۶۴۳ در دوره ادو ژاپن، از حدود سال ۱۶۰۰ تا اصلاحات میجی در سال ۱۸۶۷، سفر با استفاده از شوکوبا یا ایستگاه‌های پست، در داخل کشور تنظیم می‌شد، شهرهایی که مسافران مجبور به ارائه مستندات مناسب بودند. با وجود این محدودیت‌ها، ایستگاه‌های حمل و نقل و اصطبل اسب و همچنین مکان‌های اسکان و غذا در مسیرهای پر رفت‌وآمد وجود داشت. در این مدت، ژاپن ساکوکو برای بیگانگان بود، بنابراین هیچ گردشگری خارجی در ژاپن وجود نداشت.
پس از اصلاحات میجی و ایجاد شبکه ریلی راه‌آهن، گردشگری به یک چشم‌انداز مقرون به صرفه برای شهروندان داخلی تبدیل شد و بازدید کنندگان از کشورهای خارجی می‌توانستند به‌طور قانونی وارد ژاپن شوند. در اوایل سال ۱۸۸۷، مقامات دولتی نیاز به یک سیستم سازمان یافته برای جذب گردشگران خارجی را تشخیص دادند. Kihinkai، که هدفش هماهنگی در جهانگردی بود، توسط نخست‌وزیرایتو هیروبومی تأسیس شد. یکی دیگر از نقاط عطف مهم در توسعه صنعت گردشگری در ژاپن، تصویب قانون توسعه هتل‌ها در سال ۱۹۰۷ بود، در نتیجه، وزارت راه‌آهن شروع به ساخت هتل‌های عمومی در سراسر ژاپن کرد.

## آمار

گردشگران خارجی به ژاپن

در سال ۲۰۱۸، ۳۱٫۱۱۹۱٫۵۶ گردشگر خارجی از ژاپن بازدید کردند.
| رتبه | کشور                | تعداد (افراد) در سال ۲۰۱۸ | تغییر درصد ۲۰۱۷ تا ۲۰۱۸ | تعداد (افراد) در سال ۲۰۱۷ | تغییر درصد در ۲۰۱۶ تا ۲۰۱۷ | تعداد (افراد) در سال ۲۰۱۶ | تغییر درصد ۲۰۱۵ تا ۲۰۱۶ |
| ---- | ------------------- | ------------------------- | ----------------------- | ------------------------- | -------------------------- | ------------------------- | ----------------------- |
| ۱    | چین                 | ۸٬۳۸۰٬۰۳۴                 | ۱۳٫۹٪                   | ۷٬۳۵۵٬۸۰۰                 | ۱۵٫۴٪                      | ۶٬۳۷۳٬۰۰۰                 | ۲۷٫۶٪                   |
| ۲    | کرهٔ جنوبی           | ۷٬۵۳۸٬۹۵۲                 | ۵٫۵٪                    | ۷٬۱۴۰٬۲۰۰                 | ۴۰٫۳٪                      | ۵٬۰۹۰٬۳۰۰                 | ۲۷٫۲٪                   |
| ۳    | تایوان              | ۴٬۷۵۷٬۲۵۸                 | ۴٫۲٪                    | ۴٬۵۶۴٬۱۰۰                 | ۹٫۵٪                       | ۴٬۱۶۷٬۴۰۰                 | ۱۳٫۳٪                   |
| ۴    | هنگ کنگ             | ۲٬۲۰۷٬۸۰۴                 | -۱٫۱٪                   | ۲٬۲۳۱٬۵۰۰                 | ۲۱٫۳٪                      | ۱٬۸۳۹٬۲۰۰                 | ۲۰٫۷٪                   |
| ۵    | ایالات متحده آمریکا | ۱٬۵۲۶٬۴۰۷                 | ۱۱٫۰٪                   | ۱٬۳۷۵٬۰۰۰                 | ۱۰٫۶٪                      | ۱٬۲۴۲٬۷۰۰                 | ۲۰٫۳٪                   |
| ۶    | تایلند              | ۱٬۱۳۲٬۱۶۰                 | ۱۴٫۷٪                   | ۹۸۷٬۱۰۰                   | ۹٫۵٪                       | ۹۰۱٬۴۰۰                   | ۱۳٫۱٪                   |
| ۷    | استرالیا            | ۵۵۲٬۴۴۰                   | ۱۱٫۳٪                   | ۴۹۶٬۱۰۰                   | ۱۱٫۲٪                      | ۴۴۵٬۲۰۰                   | ۱۸٫۴٪                   |
| ۸    | فیلیپین             | ۵۰۳٬۹۷۶                   | ۱۸٫۶٪                   | ۴۲۴٬۲۰۰                   | ۲۱٫۹٪                      | ۳۴۷٬۸۰۰                   | ۲۹٫۶٪                   |
| ۹    | مالزی               | ۴۶۸٬۳۶۰                   | ۶٫۶٪                    | ۴۳۹٬۵۰۰                   | ۱۱٫۵٪                      | ۳۹۴٬۲۰۰                   | ۲۹٫۱٪                   |
| ۱۰   | سنگاپور             | ۴۳۷٬۲۸۰                   | ۸٫۱٪                    | ۴۰۴٬۱۰۰                   | ۱۱٫۷٪                      | ۳۶۱٬۸۰۰                   | ۱۷٫۲٪                   |
| ۱۱   | اندونزی             | ۳۹۶٬۸۵۲                   | ۱۲٫۷٪                   | ۳۵۲٬۲۰۰                   | ۳۰٫۰٪                      | ۲۷۱٬۰۱۴                   | ۳۲٫۱٪                   |
| ۱۲   | ویتنام              | ۳۸۹٬۰۰۴                   | ۲۶٫۲٪                   | ۳۰۸٫۹۰۰                   | ۳۲٫۱٪                      | ۲۳۳٬۷۶۳                   | ۲۶٫۱٪                   |
|      | همه کشورها          | ۳۱٬۱۹۱٬۸۵۶                | ۸٫۷٪                    | ۲۸٬۶۹۰٬۹۰۰                | ۱۹٫۳٪                      | ۲۴٬۰۳۹٬۰۵۳                | ۲۱٫۸٪                   |

## وضعیت کنونی

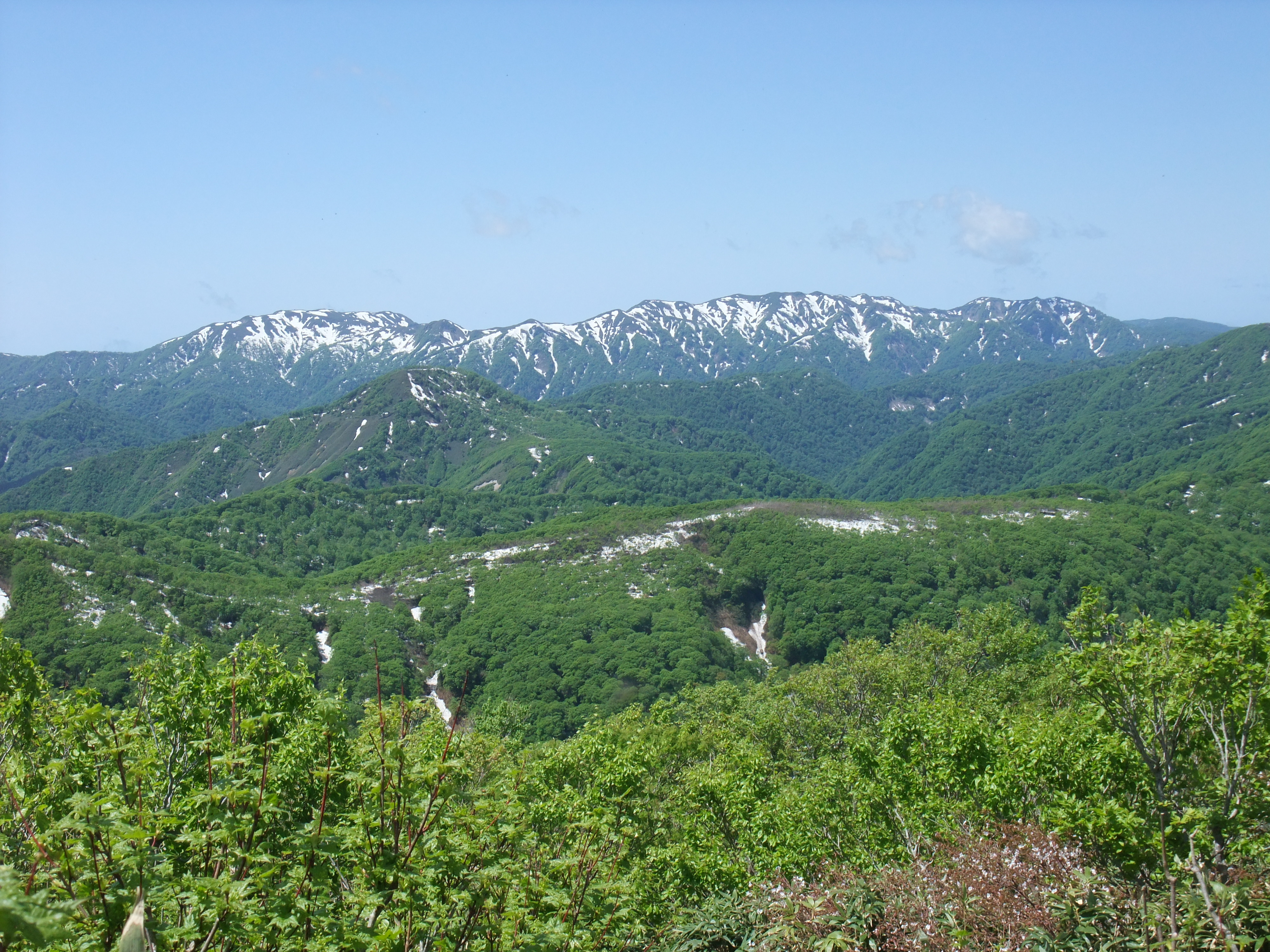
شیراکامی-سانچی (میراث جهانی یونسکو)

شینجوکو در توکیو، و کوه فوجی

روستاهای تاریخی شیراکاواگو و گوکایاما (میراث جهانی یونسکو)

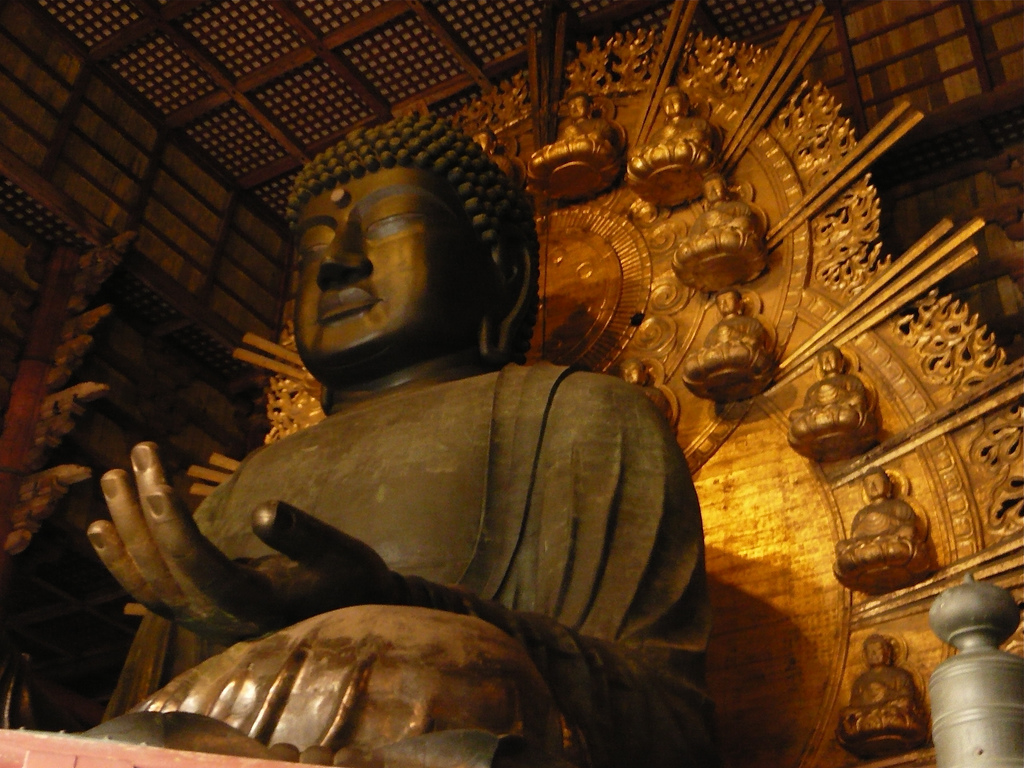
تودای‌جی در نارا (میراث جهانی یونسکو)

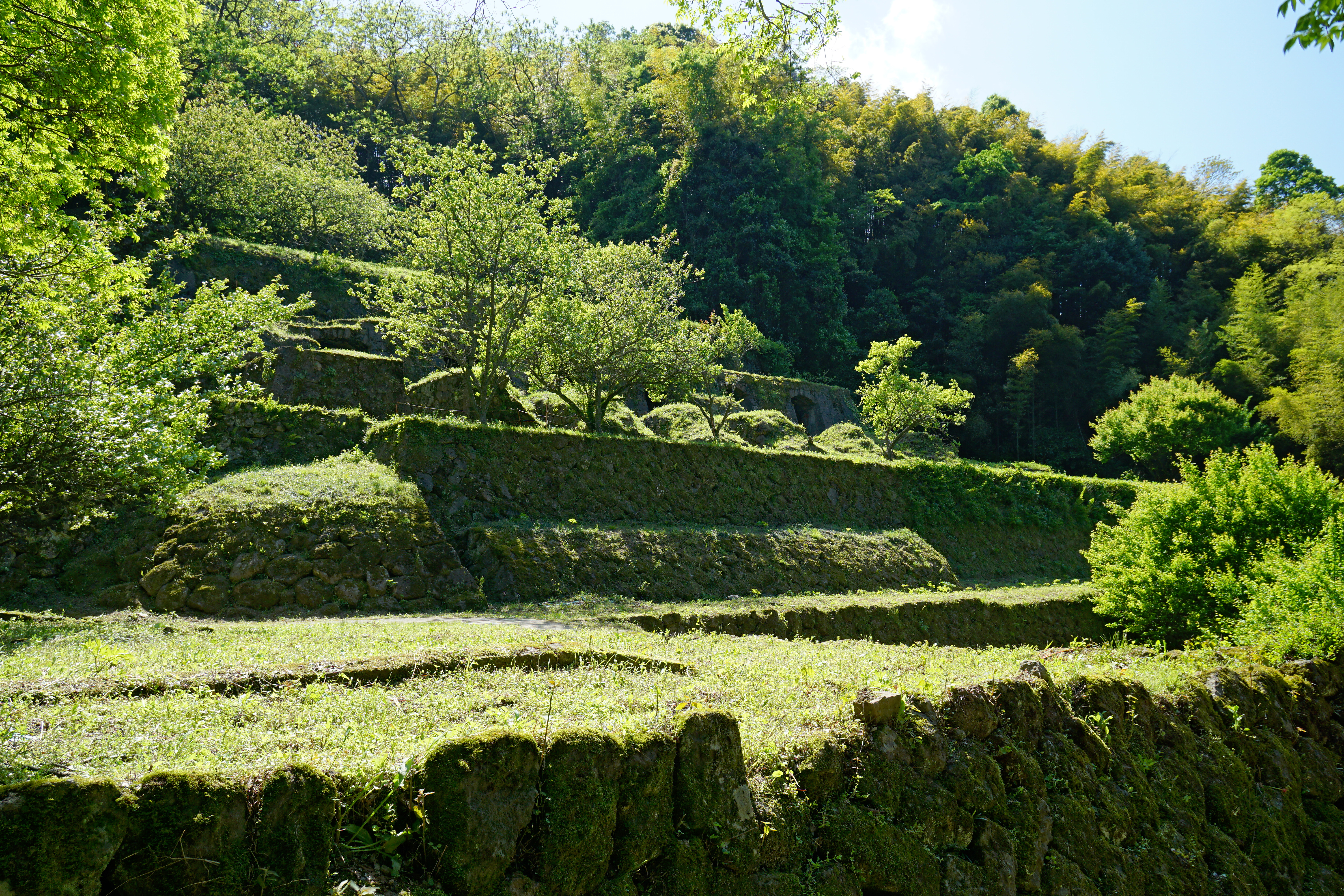
معدن نقره ایوامی (میراث جهانی یونسکو)

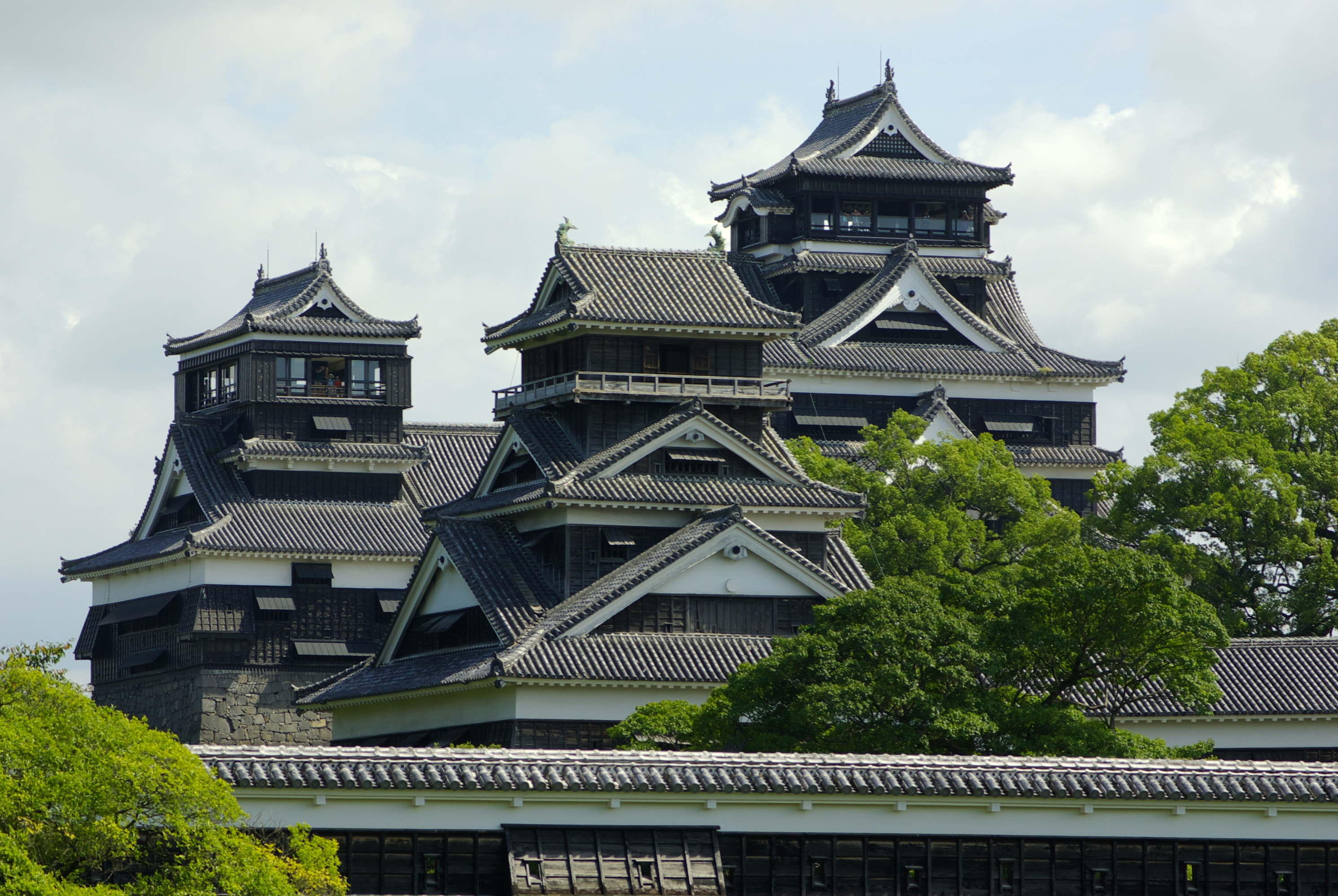
قلعه کوماموتو، کوماموتو

گردشگری داخلی بخش مهمی از اقتصاد ژاپن و فرهنگ ژاپن است. کودکان در بسیاری از مدارس راهنمایی، بهترین سالهایشان را بازدید از توکیو دیزنی لند یا شاید برج توکیو می‌دانند، و بسیاری از دانش آموزان دبیرستانی غالباً از اوکیناوا یا هوکایدو دیدن می‌کنند. شبکه گسترده ریلی همراه با پروازهای داخلی با تغییراتی که در جهت مسافت‌های نسبتاً کوتاه در سفر داخل ژاپن ایجاد شده امکان حمل و نقل کارآمد و سریع را فراهم می‌آورد.
در جهانگردی ورودی، ژاپن در سال ۲۰۰۷ در رتبه ۲۸ جهان قرار گرفت. در سال ۲۰۰۹، یومیوری شیمبون لیست مدرن از مناظر مشهور را با نام Heisei Hyakkei (صد نمایش دوره هیسی) منتشر کرد.
گردشگران کره جنوبی در گذشته بیشترین تعداد گردشگران ورودی به ژاپن بوده‌اند. در سال ۲۰۱۰، ۲٫۴ میلیون از آنها از ژاپن بازدیدداشته اند که ۲۷ درصد گردشگران را شامل می‌شده‌است.

### مقاصد مهم گردشگری

#### هوکایدو
- اسکی توچال نیسکو
- شبه جزیره شیرتوکو (میراث جهانی یونسکو)
- تشیکاگا، هوکایدو
- کوه‌های آتش‌فشانی دایستسوزان
- هاکوداته
- اوتارو

#### منطقه توکو
- شیراکامی سانچی (میراث جهانی یونسکو)
- کوه اوسور
- دریاچه توادا
- هیروساکی - قلعه هیروساکی، منطقه ناکاچو سامورایی
- هیراایزومی، ایواته
- سمبوکو - منطقه کاکونودات سامورایی، دریاچه تازاوا
- یاماگاتا - معبد یاما درا، زاوس اونسن
- ماتسوشیما

#### منطقه کانت
- نیکو، توچیگی - زیارتگاه‌ها و معابد (میراث جهانی یونسکو)، آبشار کگون، دریاچه چزنجی، خیابان سرو نیکو
- کارخانه ابریشم تامیوکا (میراث جهانی یونسکو)
- توکیو - کاخ امپریال، آساکوزا، آکیهابارا، گینزا، هاراجوکو / اوموته‌ساندو، ناکانو برادوی، شیبویا، شینجوکو، پارک اونو
- توکیو دیزنی توچال
- کاماکورا - تسوروگائوکا هاچیمانگو , در، کنچو-جی، انگاکو-جی
- کوشاتسو اونسن
- هاکون اونسن

### گردشگری پس از فاجعه فوکوشیما
پس از حادثه اتمی فوکوشیما ۱، تعداد بازدید کنندگان خارجی ماه‌ها کاهش یافت. در سپتامبر ۲۰۱۱ حدود ۵۳۹٬۰۰۰ نفر خارجی از ژاپن بازدید کردند، این نسبت به ماه مشابه سال ۲۰۱۰کاهش ۲۵٪ را نشان می‌داد. این کاهش عمدتاً به حادثه هسته ای فوکوشیما نسبت داده شد و ارزشمندتر شدن واحد پول ژاپن، ین باعث گرانتر شدن سفر به ژاپن شد.